# Гоянира
Гоянира (порт. Goianira) — муниципалитет в Бразилии, входит в штат Гояс. Составная часть мезорегиона Центр штата Гойас. Входит в экономико-статистический микрорегион Гояния. Население составляет 24 492 человека на 2006 год. Занимает площадь 200,402 км². Плотность населения — 122,2 чел./км².

## История
Город основан 25 марта 1922 года. 

## Статистика
- Валовой внутренний продукт на 2003 год составляет 151 773 962,00 реалов (данные: Бразильский институт географии и статистики).
- Валовой внутренний продукт на душу населения на 2003 год составляет 6947,77 реалов (данные: Бразильский институт географии и статистики).
- Индекс развития человеческого потенциала на 2000 год составляет 0,740 (данные: Программа развития ООН).

## География
Климат местности: тропический.